# Châtel-Censoir
Châtel-Censoir è un comune francese di 676 abitanti situato nel dipartimento della Yonne, nella regione della Borgogna-Franca Contea.

## Società

### Evoluzione demografica
Abitanti censiti